# Quế Châu
Quế Châu is een xã in het district Quế Sơn, een van de districten in de Vietnamese provincie Quảng Nam. Quế Châu heeft ruim 8200 inwoners op een oppervlakte van 13,5 km².

## Geografie en topografie
Quế Châu ligt in het oosten van Quế Sơn en grenst in het oosten en het zuiden aan de huyện Thăng Bình. De aangrenzende xã's in Thăng Bình zijn Bình Định Bắc, Bình Trị en Bình Lãnh. In Quế Sơn zijn de aangrenzende xã's Quế Hiệp, Quế Minh en Quế Thuận. Verder grenst Quế Châu aan thị trấn Đông Phú, de hoofdplaats van Quế Sơn.
De grens met Bình Lãnh en Bình Trị worden voornamelijk gevormd door de Ly Ly.

## Verkeer en vervoer
Een belangrijke verkeersader is de tỉnh lộ 611. Deze weg verbindt de Quốc lộ 1A in Hương An met Quế Trung in huyện Nông Sơn.